# Stazione meteorologica di Bobbio
La stazione meteorologica di Bobbio è la stazione meteorologica di riferimento relativa alla località di Bobbio, in provincia di Piacenza.

## Coordinate geografiche
La stazione meteo si trova nell'Italia nord-orientale, in Emilia-Romagna, in provincia di Piacenza, nel comune di Bobbio, a 270 metri s.l.m. e alle coordinate geografiche 44°46′N 9°23′E.

## Dati climatologici
In base alla media trentennale di riferimento 1961-1990, la temperatura media del mese più freddo, gennaio, si attesta a +0,7 °C; quella del mese più caldo, luglio, è di +22,3 °C .
| Bobbio                                               | Mesi  | Mesi  | Mesi  | Mesi  | Mesi  | Mesi  | Mesi  | Mesi  | Mesi  | Mesi | Mesi | Mesi | Stagioni | Stagioni | Stagioni | Stagioni | Anno   |
| Bobbio                                               | Gen   | Feb   | Mar   | Apr   | Mag   | Giu   | Lug   | Ago   | Set   | Ott  | Nov  | Dic  | Inv      | Pri      | Est      | Aut      | Anno   |
| ---------------------------------------------------- | ----- | ----- | ----- | ----- | ----- | ----- | ----- | ----- | ----- | ---- | ---- | ---- | -------- | -------- | -------- | -------- | ------ |
| T. max. media (°C)                                   | 4,7   | 7,7   | 11,7  | 16,2  | 21,2  | 25,1  | 27,8  | 27,1  | 22,8  | 17,3 | 10,4 | 6,8  | 6,4      | 16,4     | 26,7     | 16,8     | 16,6   |
| T. media (°C)                                        | 0,7   | 2,9   | 7,0   | 11,4  | 15,9  | 19,7  | 22,3  | 21,7  | 18,0  | 12,8 | 6,9  | 3,1  | 2,2      | 11,4     | 21,2     | 12,6     | 11,9   |
| T. min. media (°C)                                   | −3,3  | −1,8  | 2,3   | 6,6   | 10,7  | 14,4  | 16,7  | 16,4  | 13,1  | 8,3  | 3,4  | −0,5 | −1,9     | 6,5      | 15,8     | 8,3      | 7,2    |
| T. max. assoluta (°C)                                | 14,0  | 17,0  | 20,0  | 23,0  | 27,5  | 32,0  | 33,0  | 33,0  | 29,0  | 24,0 | 17,0 | 16,0 | 17,0     | 27,5     | 33,0     | 29,0     | 33,0   |
| T. min. assoluta (°C)                                | −10,5 | −10,5 | −5,5  | 0,0   | 5,0   | 9,0   | 12,0  | 11,0  | 6,5   | 2,0  | −4,0 | −8,0 | −10,5    | −5,5     | 9,0      | −4,0     | −10,5  |
| Radiazione solare globale media (centesimi di MJ/m²) | 570   | 860   | 1 360 | 1 740 | 2 080 | 2 290 | 2 300 | 1 940 | 1 450 | 980  | 600  | 440  | 1 870    | 5 180    | 6 530    | 3 030    | 16 610 |